# Попович, Бояна
Бояна Попович (черног. Бојана Поповић / Bojana Popović; род. 20 ноября 1979, Ниш) — черногорская гандболистка, левая крайняя. Известна по выступлениям за клуб «Будучност» и сборную Черногории. Серебряный призёр Олимпийских игр 2012 года.

## Карьера
Попович (в девичестве Петрович) родилась в сербском Нише начинала карьеру в одноимённом тамошнем клубе, а затем выступала за черногорскую «Будучност», датские «Слагелсе» и «Виборг». Завоевала много титулов, четыре раза выиграла первенство Югославии, шесть — Дании, два — Черногории и шесть раз победила в Лиге чемпионов. А в 2012-м в составе сборной Черногории стала обладательницей серебра Олимпиады, после чего завершила карьеру.
Позже стала тренером. С 2021 года — главный тренер сборной Черногории, с которой выиграла бронзу на домашнем ЧЕ-2022, что позволило напрямую квалифицироваться на чемпионат мира-2023. Попович продолжила работу с командой до конца Олимпийских игр 2024 года в Париже.